# Upplands runinskrifter 1165
Upplands runinskrifter 1165 är en vikingatida runsten av granit med ljusröda inslag i Rotbrunna, Härnevi socken och Enköpings kommun. Runstenen är 1,68 meter hög, 1,10 meter bred och 0,4 meter tjock. Runstenen är söndersprängd, men lagad med cement och järnkrampor. Stenen restaurerades 1926 och 1943. Runstenen står kvar på sin ursprungliga plats.

## Inskriften

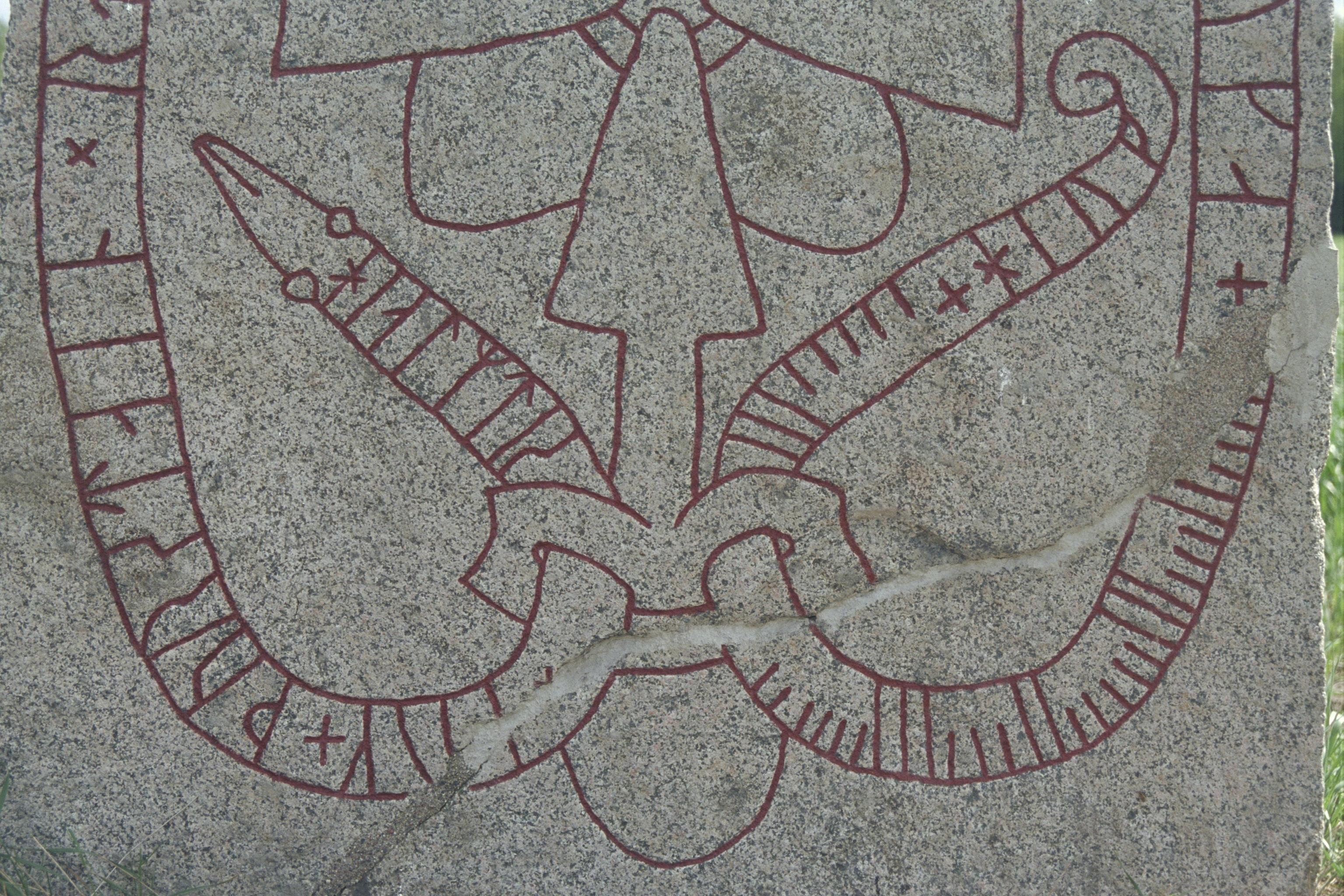
Närbild med ristarens namn i lönnskrift (strecken) i den högra slingan.

"Nocke", som stenen är rest till minne av, är sannolikt samma person som omnämns i inskriften på den närbelägna runstenen U 768. Ristarens namn, Erik, är skrivet med lönnskrift. Det var Sophus Bugge som först i sin helhet knäckte lönnskriften och därmed ristarens namn.
Translitterering av runraden:
hialmtis × (a)uk × þurstain × raistu × sta(i)na × -...-- -ftir × nuka + <airikr> + hiuk
Normalisering till runsvenska:
Hialmdis ok Þorstæinn ræistu stæina [þessa æ]ftiʀ Nokka. Æirikʀ hiogg.
Översättning till nusvenska:
Hjälmdis och Torsten reste dessa stenar efter Nocke. Erik högg.